# Hipólito Ruiz López
Hipólito Ruiz López (Belorado, Burgos, 8 de agosto de 1754 — Madri, 1816) foi um botânico espanhol.

## Obras
- Quinología o tratado del árbol de la quina, Madrid 1792.

Juntamente com  José Antonio Pavón y Jiménez publicou as seguintes obras:
- Florae Peruvianae, et Chilensis Prodromus, 1794
- Systema Vegetabilium Florae Peruvianae et Chilensis, 1798
- Flora peruvianae et chilensis, sive descriptiones, et icones ..., 1798-1802